# Фаршированная грудинка
... это бараний бок с кашей! Это не те фрикасе, что делаются на барских кухнях из баранины, какая суток по четыре на рынке валяется.
Фаршированная грудинка (фр. poitrine de veau farcie) — блюдо из телячьей грудинки во французской кухне. Фаршированная баранья грудинка — праздничное блюдо в русской кухне.
Согласно инструкциям О. Эскофье в «Кулинарном путеводителе» в цельную телячью грудинку, из которой предварительно извлекли кости, вкладывают фарш, зашивают и тушат. Наиболее типичный фарш для грудинки — колбасный, приправленный яйцом, специями и зеленью. Грудинку по-эльзасски тушат с квашеной капустой, грудинку с сельдереем — с бланшированным сельдереем. Блюдо гарнируют макаронными изделиями, овощным пюре и зелёными овощами. П. М. Зеленко в «Поварском искусстве» 1902 года предлагал фаршировать телячью грудинку рисом с мелким сальпиконом из трюфелей, шампиньонов, языка, ветчины, гречневой кашей или ливером.
Баранью грудинку в русской кухне начиняют фарш-кашей в карман, который прорезают по всей её длине между наружным слоем мяса и тонким его слоем, прилегающим к рёбрам. Фарш-кашу готовят из рассыпчатой рисовой или гречневой каши с пассерованным репчатым луком, рублеными варёными яйцами и зеленью петрушки. Начинку можно также приготовить из сырого бараньего фарша с рисом или печени с гречневой кашей. Е. И. Молоховец предлагала начинить грудинку размоченным в молоке белым хлебом, приправленным почечным телячьим жиром и зеленью. Грудинку зашивают суровыми нитками или скрепляют шпажкой и жарят в духовом шкафу. Готовую грудинку разрезают поперёк на порции по одному-два ребра в каждой, кости иногда перед подачей вынимают.